# Das Wunder des Schneeschuhs
Das Wunder des Schneeschuhs ist ein deutscher Dokumentar-Stummfilm von Arnold Fanck, der hiermit im Winter 1919/20 sein Regiedebüt gab. Er zählt zu den ersten Dokumentarfilmen in Spielfilmlänge weltweit.

## Handlung
Dieser für den Dokumentar-, Natur- und Bergfilm wegweisende Streifen besitzt keine Handlung im üblichen Sinne. Gezeigt werden im Rahmen einer Reihe von Skiabfahrten die Schönheit der mitteleuropäischen Gletscherwelt bis hin zu Gipfeln von nahezu 4200 Metern Höhe. Im Zentrum des Geschehens stehen die sportlichen, bisweilen regelrecht artistischen Leistungen der erfahrenen Skifahrer, die sich bei ihren Abfahrten und Sprüngen über Gletscherspalten zum Teil auch als Kameraleute betätigen. Einige wenige von ihnen blieben auch anschließend der (Berg-)Filmarbeit treu.

## Produktionsnotizen
Das Wunder des Schneeschuhs wurde im Winter 1919/20 hergestellt, Drehorte waren der Feldberg, Kreuzeck bei Garmisch-Partenkirchen, im Berner Oberland (Jungfrau) und in Tirol. Die Uraufführung war im Oktober 1920 in Fancks Heimatstadt Freiburg im Breisgau. Nach dem Passieren der Filmzensur am 6. Dezember 1920 hatte Das Wunder des Schneeschuhs am 11. März 1921 seinen Massenstart in Dresden. Der fünfaktige Streifen mit einer Länge von 1822 Metern war für die Jugend freigegeben.

## Rezeption und Kritiken
Der Film wurde unmittelbar nach der Premiere von Vera Bern „als eine Brücke in ferne Gefilde – als Raumverkürzerin und Ewigkeitssucherin.“ bezeichnet. Er empfand einen „vollen Genuß, Befriedigung und Ausblick in ganz neue Gebiete.“ „Wenn man das Drama im Menschen sucht, die in Tod und Not ausartenden seelischen Konflikte“ wartet man vergeblich, aber es gibt „ein Drama – ein Drama der Natur. Eine gesteigerte Bildhaftigkeit, ins Monumentale gesteigert von Akt zu Akt. Und als Staffage Menschen, deren Kühnheit und Geschicklichkeit, deren Trotz im Kampf gegen Schnee und Gletscher fieberhafte Spannung im Zuschauer erweckt. In monatelanger Arbeit, ohne Anstrengungen und Gefahren, ohne Kälte und Sonnenbrand zu scheuen, wurde dieser interessante Film geschaffen. Der technische Leiter dieser jungen, wagehalsigen Firma, Dr. Tauern … und der künstlerische Führer, der Geologe Herr Fanck, haben in ihrem Glauben an das Verständnis des Publikums ihr ganzes Vermögen in ihr ‚Experiment‘ gesteckt.“ „Mit dem ‚Wunder des Schneeschuhs‘ hat Fanck die deutsche Kinematographie um einen neuen Film bereichert, nein nicht um einen neuen Film – um eine neue Filmgattung!“|
Siegfried Kracauer schrieb am 16. Juni 1921 in der Frankfurter Zeitung: „In dem vor kurzem eröffneten Frankfurter Volkstheater für volksbildende Lichtspielkunst … wird zur Zeit ein Film gezeigt, der kaum seinesgleichen haben dürfte. In Bildern von seltener Schönheit enthüllt er dem Beschauer die Wunder des winterlichen Hochgebirges, die nur dem geübten Alpinisten und Skiläufer unmittelbar zugänglich sind. Doch ehe wir die kühnen Bergfahrer – es sind die besten Skiläufer Deutschlands – auf ihrer gefährlichen Wanderung begleiten, machen wir einen regelrechten Skikurs mit, in dem die dem Laien ein wenig unheimlichen Künste des Telemark- und Christianiaschwungs und vor allem des Skisprungs methodisch eingeübt werden. Man beobachtet Sprünge von 20 bis etwa 50 Metern, rasende Abfahrten, mühsame Anstiege, elegante Wendungen, und auch an Stürzen und seltsamen Beinverrenkungen fehlt es naturgemäß nicht. […] Der Filmoperateur hält den Sonnenuntergang über wallendem Wolkenmeer fest. Nebel schieben sich unaufhörlich zwischen winterlich glänzenden Bergspitzen vor und zerteilen sich wieder … steile Firne heben sich in funkelnder Pracht vom stumpfen Himmel ab. Die Bergfahrer bahnen sich mühsam ihren Weg über den Gletscher an todbringenden Spalten vorbei und entledigen sich zuletzt noch ihrer Skier, um zu Fuß das sonst nicht anders zu erklimmende Wegstück zum Gipfel zu bewältigen.“
Heinrich Fraenkel beurteilte den Film 1956 und schrieb: „Der Kulturfilm führte bisher ein Schattendasein im Vorprogramm. Arnold Fanck bewies aber mit ‚Wunder des Schneeschuhs‘ (1920), dass sogar ein Massenpublikum einen abendfüllenden Kulturfilm akzeptiert. Eine meisterlich geführte Kamera erschloß damals die Wunderwelt unnahbarer Gipfelriesen und gewann gleichzeitig durch hinreißende Bilder des scheinbar so schwerelosen Gleitens dem Skisport zahllose Anhänger.“
Im CineGraph wertete Thomas Brandlmeier: „Gerade bei Fancks ersten beiden Skifilmen, ‚Wunder des Schneeschuhs‘ und seinem zweiten Teil, ‚Fuchsjagd auf Skiern durchs Engadien‘, ist die Rolle des Kameramanns Sepp Allgeier besonders wichtig. Allgeier war der einzig Filmerfahrene in einem Team von Amateuren – der Autodidakt Fanck kam ja von der Fotografie. Diese Filme sind am ehesten dem abstrakten Film verwandt: diagonale Teilung der Leinwand. Spuren, Kurven und Zeichen im Schnee. Jugendstil-Ornamente, kreisförmige Bildausschnitte, kleine Punkte, die am Horizont auftauchen, rasch auf die Kamera zuschießen und riesig aus dem Bild verschwinden.“
Im Personenlexikon des Films 2001 schrieb Kay Weniger: „Fancks frühe Arbeiten, die er meist in eigener Produktion herstellte, waren primär optisch faszinierende, semidokumentarische Bilderreigen, in denen der Handlungsstrang eher sekundäre Bedeutung besaß.“